# Shiho Tomari
Shiho Tomari (jap. 泊 志穂, Tomari Shiho; * 26. März 1990 in Nagoya) ist eine japanische Fußballspielerin.

## Karriere

### Verein
Tomari spielte in der Jugend für die Osaka University of Health and Sport Sciences. Sie begann ihre Karriere bei Urawa Reds, wo sie von 2012 bis 2014 spielte. Sie trug 2014 zum Gewinn der Nihon Joshi Soccer League bei. 2015 folgte dann der Wechsel zu AC Nagano Parceiro. 2017 folgte dann der Wechsel zu FC Wacker Innsbruck.

### Nationalmannschaft
Tomari absolvierte ihr erstes Länderspiel für die japanischen Nationalmannschaft am 27. Juli 2017 gegen Brasilien. Insgesamt bestritt sie zwei Länderspiele für Japan.

## Errungene Titel
- Nihon Joshi Soccer League: 2014